# American Trial: The Eric Garner Story
American Trial: The Eric Garner Story ist ein Dokumentarfilm von Roee Messinger, der im Oktober 2019 im Rahmen des New York Film Festivals erstmals gezeigt wurde. Im Zentrum des Films steht die fiktive Gerichtsverhandlung von Officer Daniel Pantaleo, der im Juli 2014 den Afroamerikaner Eric Garner während seiner Festnahme tötete.

## Handlung
Nachdem der asthmakranke Afroamerikaner Eric Garner im Juli 2014 beim gewaltsamen Anlegen von Handschellen durch mehrere Polizisten während seiner Festnahme getötet wurde, steht Officer Daniel Pantaleo, der hauptverantwortliche Polizist, vor Gericht. Augenzeugen machen ihre Aussagen, und auch Garners Freunde und seine Witwe Esaw Snipes kommen zu Wort. Glaubwürdige Sachverständige geben ihr Urteil ab, damit sowohl die Staatsanwaltschaft als auch die Verteidigung ein faires Gerichtsverfahren einleiten können.

## Hintergrund

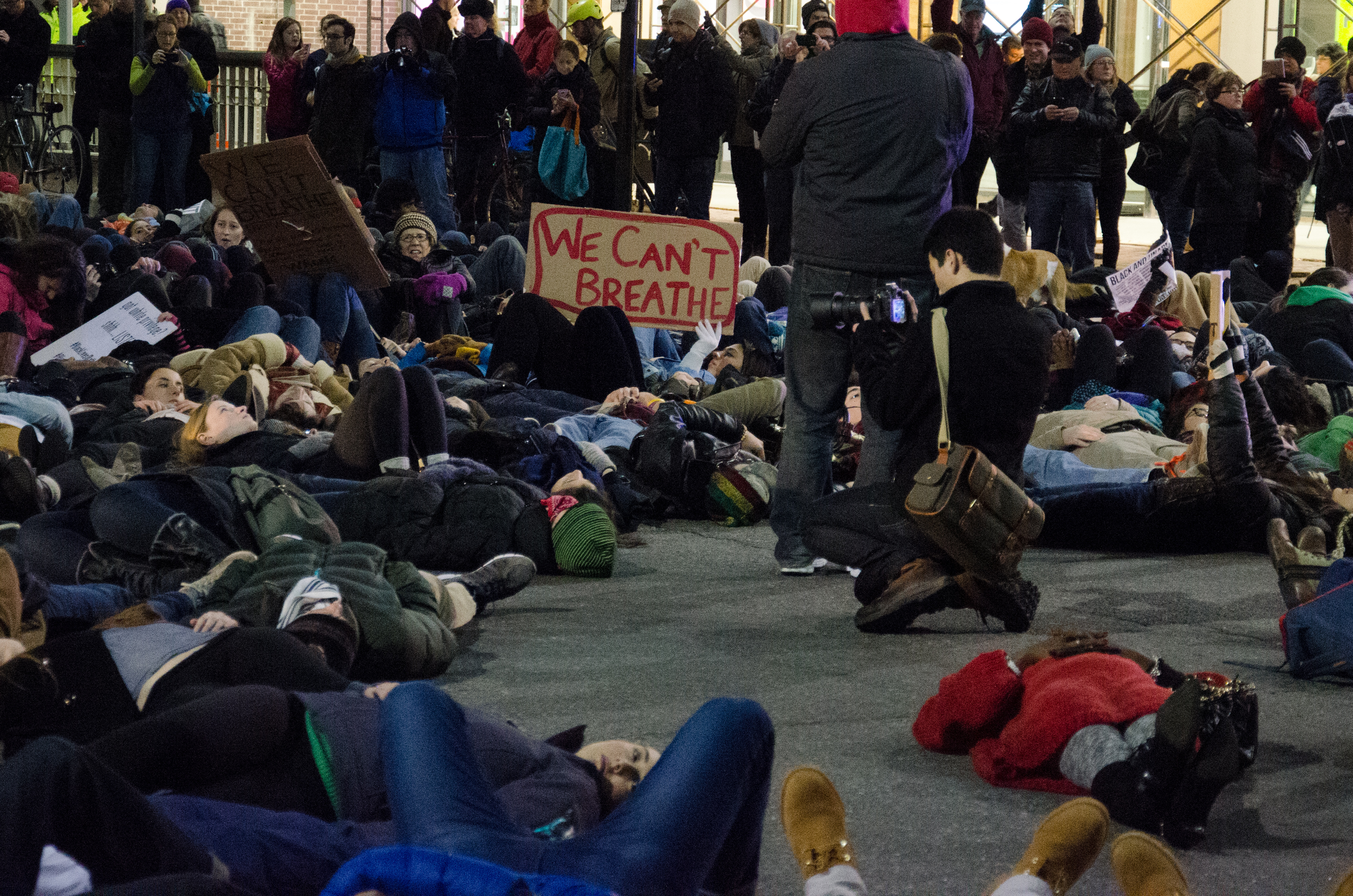
Die letzten Worte des asthmakranken Afroamerikaners Eric Garner „I can't breathe“ waren zu einer Parole der Bewegung Black Lives Matter geworden

Der Todesfall Eric Garner ereignete sich am Nachmittag des 17. Juli 2014 auf Staten Island in New York. Hierbei wurde der 43-jährige asthmakranke Afroamerikaner Eric Garner beim gewaltsamen Anlegen von Handschellen durch mehrere Polizisten während seiner Festnahme getötet. Durch zwei über YouTube veröffentlichte Videos des Vorfalls kam dieser an die Öffentlichkeit. Am 3. Dezember 2014 entschied eine Grand Jury, dass gegen den Officer Daniel Pantaleo, Hauptakteur der Polizei, keine Anklage erhoben werde. Auch wenn Polizeibrutalität gegen Afroamerikaner in den USA schon zuvor immer wieder beklagt worden war, so der Fall Michael Brown in Ferguson, der Fall Walter Scott in North Charleston und der Fall Freddie Gray in Baltimore, stellte der Fall Garner in der öffentlichen Wahrnehmung einem Wendepunkt dar. Sein Tod hatte weltweit für Schlagzeilen gesorgt, und seine letzten Worte „I can't breathe“ („ich kann nicht atmen“) waren zu einer Parole der Bewegung Black Lives Matter geworden.
Pantaleo wurde im August 2019 ohne einen Anspruch auf Rentenbezüge aus dem Polizeidienst entlassen.

## Produktion
Regie führte Roee Messinger, der damit sein Langfilmdebüt in dieser Funktion gibt.
Anthony Altieri ist in der Rolle von Daniel Pantaleo zu sehen. Des Weiteren haben der Jurist Alan M. Dershowitz und der Forensiker Michael Baden im Film einen Auftritt.
Die Weltpremiere erfolgte am 12. Oktober 2019 im Rahmen des New York Film Festivals. Im November 2020 wird er in der Visions of the Black Experience Film Series des Sarasota Film Festivals gezeigt.

## Rezeption
Dwight Brown von der National Newspaper Publishers Association schreibt, Roee Messinger habe einen erstaunlichen Film gedreht über Themen wie Rasse, Polizeigewalt, Stop-and-frisk und die Vor- und Nachteile des US-amerikanischen Justizsystems.